# Atruljalia
Atruljalia is een geslacht van rechtvleugeligen uit de familie krekels (Gryllidae). De wetenschappelijke naam van dit geslacht is voor het eerst geldig gepubliceerd in 1988 door Gorochov.

## Soorten
Het geslacht Atruljalia omvat de volgende soorten:
- Atruljalia ampla Gorochov, 2004
- Atruljalia malgasa Gorochov, 1988